# Berlin kopói
A Dogs of Berlin (magyarul: Berlin kopói)  egy német web-dráma-krimi sorozat ami a Netflixen és a Dark nevű streamingszolgáltatón érhető el.

## Gyártás
A sorozat rendezője és megalkotója Christian Alvart a főbb szerepekben pedig Fahri Yardim és Felix Krammer láthatóak. Az első epizódot 2018. december 7-én adták először miután a munkálatok 2017-ben megkezdődtek.

## Tartalom
A sorozat középpontjában két berlini rendőr áll: a német Kurt Grimmer és a török származású Erol Birkan nevű nyomozópáros. A történet a német csapatban játszó, de török származású Orkan Erdem meggyilkolásával kezdődik, akinek halála miatt gyanúba keveredik a helyi neonáci szervezet, a török szurkolók, akik ellenezték az igazolását a német csapathoz s klub vezetői is. Kurt nyomozónak mindamellett le kell számolnia a saját múltjával is, hogy a családját biztonságban tudhassa s hogy lezárja élete egyik legfontosabb ügyét.

## Epizódok
| 1.rész  | A német világbajnokság előtt a berlini rendőrség olyan áldozatra talál rá ami veszélyezteti a bajnokságot                          |
| 2.rész  | Kurt neo-náci kapcsolatai egy török származású partnerhez vezetnek, miközben Paula nem megbízható felügyeletre hagyja a gyerekeket |
| 3.rész  | Tarik Amir a trónra pályázik, de ehhez szövetségesekre lesz szüksége, miközben Erol meglátja Muradot a társaságukban               |
| 4.rész  | Egy újabb gyilkos felbukkanása újabb stratégiára buzdítja Kurtot. Bou’penga eltűnik egy régi baráthoz                              |
| 5.rész  | Egy riporter Erol után érdeklődik, Karem megzsarolja Bou’pengát, Kurt akcióra készül Kovac ellen                                   |
| 6.rész  | Murad újabb esélyt kap, miközben Kurt nem várt látogató várja otthon                                                               |
| 7.rész  | A rendőrség Erem kocsiját keresi miközben Karem ajánlatot kap Bou’pengától.                                                        |
| 8.rész  | Erol rémisztő üzenetet kap, miközben mind a rendőrség és mind a szerveztek új főnök után néznek                                    |
| 9.rész  | Felderítik Erem gyilkosát, Murad pedig színt vall a nővérének                                                                      |
| 10.rész | Kurt és Erol piszkos trükköket is bevetnek, hogy végrehajtsák az akciót a bűnszervezet ellen.                                      |

## Főszerepben
- Fahri Yardım: Erol Birkan nyomozó
- Felix Kramer:      Kurt Grimmer nyomozó

## További szereplők
- Urs Rechn-Gert Sieler, Grimmer főnöke és mentora
- Katharina Schüttler-Paula Grimmer, Kurt felesége
- Anna Maria Mühe-Sabina Bine Ludar
- Kais Setti- Karim Tarik Amir
- Mohammed Issam-Murad Issam fiatal utcagyerek
- Deniz Ort-Maissa Issam, Murad nővére
- Katrin Sass- Eva Grimmer, Kurt szélsőséges anyja
- Sebastian Zimmler-Ulf Grimmer, Kurt  testvére,a fehér nacionalisták vezetője
- Alina Stiegler-Petrovic
- Hannah Herzsprung-Trinity Sommer
- Antonio Wannek-Hans Kuscha
- Mišel Matičević-Tomo Kovac
- Ivan Vrgoč- Stipe
- Jasna Fritzi Bauer- Nike Strack, Paula régi főnöke
- Constantin von Jascheroff- Robert Fucht, magánnyomozó aki Kurt után nyomoz
- Imad Mardnli- Wahid
- Branko Tomović-Dario